# Campionats del món de ciclocròs de 1958
Els Campionats del món de ciclocròs de 1958 foren la novena edició dels mundials de la modalitat de ciclocròs i es disputaren el 23 de febrer de 1958 a Llemotges, França. La competició consistí en una única cursa masculina.

## Resultats
| Prova                | Or                       | Or         | Plata                     | Plata | Bronze               | Bronze   |
| Cursa elit masculina | André Dufraisse · França | 1h 11' 12" | Amerigo Severini · Itàlia | + 25" | Rolf Wolfshohl · RFA | + 1' 02" |

## Classificació de la prova masculina elit
| Pos. | Ciclista          | País      | Temps      |
| ---- | ----------------- | --------- | ---------- |
|      | André Dufraisse   | França    | 1h 11' 12" |
|      | Amerigo Severini  | Itàlia    | + 0' 25"   |
|      | Rolf Wolfshohl    | RFA       | + 1' 02"   |
| 4    | Renato Longo      | Itàlia    | + 1' 17"   |
| 5    | André Brulé       | França    | + 1' 48"   |
| 6    | Emmanuel Plattner | Suïssa    | + 1' 48"   |
| 7    | Jean Schmit       | Luxemburg | + 3' 00"   |
| 8    | Georges Meunier   | França    | + 3' 40"   |
| 9    | Otto Furrer       | Suïssa    | + 4' 05"   |
| 10   | Graziano Pertusi  | Itàlia    | + 4' 15"   |

## Medaller
| Posició | País   | Or | Plata | Bronze | Total |
| 1       | França | 1  | 0     | 0      | 1     |
| 2       | Itàlia | 0  | 1     | 0      | 1     |
| 3       | RFA    | 0  | 0     | 1      | 1     |